# 棕斑尾鯙
棕斑尾鯙，輻鰭魚綱鰻鱺目鯙亞目鯙科的其中一種，分布於印度太平洋區，從馬爾地夫至皮特凱恩群島，北起夏威夷群島，南迄薩摩亞群島海域，棲息深度5-25公尺，體長可達30公分，生活在潟湖及臨海礁石，為底棲性魚類，屬肉食性，生活習性不明。

## 擴展閱讀
維基物種上的相關：棕斑尾鯙